# Autorretrato con peluca
Autorretrato con peluca es un cuadro realizado con pintura al óleo en el año 1900 por el pintor español nacido en Málaga Pablo Picasso. Se encuentra depositado en el Museo Picasso de Barcelona como donación del propio artista efectuada en el año 1970.

## Contexto histórico y artístico
Parafraseando a Leonardo da Vinci,  Picasso dijo en una ocasión: «El pintor se pinta siempre a sí mismo.» En el transcurso de los años 1896 - 1897, hizo una serie de autorretratos, que le sirvieron de ejercicio para la constante búsqueda hacia un estilo personal. Trató su imagen de maneras muy diferentes. En esta ocasión, su capacidad camaleónica le llevó a vestirse de época, con indumentaria y peluca propias del siglo XVIII.

## Descripción
Haciendo gala de una fina ironía y mostrando un innegable sentido del humor, se presentta a sí mismo como un hombre de la corte. El mérito de este óleo sobre lienzo de 55,8 x 46 cm recae en el excepcional dominio técnico del artista adolescente. La pincelada vigorosa y el tratamiento virtuoso del empaste lo alejan del trabajo de sus compañeros de escuela y hacen intuir un cierto anhelo de liberación artística.
Aunque Picasso manifestó posteriormente en Brassaï que «nunca me preocupé mucho por mi rostro», lo cierto es que en el transcurso de toda su vida hizo una gran cantidad de autorretratos donde su figura tomó personalidades diversas: cortesano, escultor, pintor, torero, etc. A través de los autorretratos, se puede seguir su doble evolución, física y artística.